# Skalnica trójdzielna
Skalnica trójdzielna (Saxifraga trifurcata) – gatunek rośliny należący do rodziny skalnicowatych. W Polsce jest czasami uprawiany jako roślina ozdobna.

## Morfologia
PokrójNiska roślina tworząca dość rozłożyste i pulchne darnie.
ŁodygaWzniesiona, pojedyncza lub rozgałęziona. Wysokość do 15 cm.
LiścieZarówno liście odziomkowe, jak i liście łodygowe są trójpalczaste i stąd pochodzi nazwa gatunkowa rośliny.
KwiatyNa łodydze po kilka kwiatów. Są białe, 5-krotne, o szerokojajowatych płatkach korony.

## Zastosowanie
Nadaje się do ogrodów skalnych i do obsadzania murków. Odmiana 'Variegata' posiada jasno obrzeżone liście. Skalnica trójdzielna może rosnąć na nieco zacienionych miejscach. Jak wszystkie skalnice wymaga dobrze zdrenowanego, przepuszczalnego podłoża. Starsze darnie należy dzielić i rozsadzać, gdyż łysieją od środka.